# Duane James
Duane Anthony James es jugador de baloncesto profesional nacido en el barrio del Bronx (Nueva York) el 30 de enero de 1983. Juega de Alero y ha desarrollado su carrera en España mayoritariamente pasando por Guadalajara, Oviedo, Canoe, Quintanar o Cáceres, equipo con el que ha estado a punto de ascender a LEB Oro. Actualmente juega en el Fundación CB Granada en la Liga Española de Baloncesto Plata y en la liga ACB de Nicaragua con el equipo Los Trini's

## Historia
Duane James tiene establecida actualmente su residencia en Miami. Desde allí ha llegó a España para desarrollar su carrera como baloncestista tras jugar la NCAA en Miami Dade Junior College. Completó sus dos últimos años del ciclo universitario jugando la NCAA en la Universidad de Binghamton (NCAA), en la que permaneció dos temporadas promediando en su año sénior 7,6 puntos y 4,7 rebotes en 20,7 minutos por partido. 
Inició su experiencia profesional en Europa donde llegó la temporada 2007-08 para jugar en la primera división de Dinamarca en las filas de Horsholm 79ers. Alcanzó unos números espectaculares: 15,3 puntos (59 % T2, 35 % T3 y 82 % TL), 6,3 rebotes, 1,4 asistencias y 1,8 robos de balón. Fue elegido para disputar el All Star de 2008. La siguiente campaña fue al Reino Unido para jugar primero en el Paws London Capitals de la British Basketball League y después en el Jelson Holmes DMU Leicester Riders. 
La temporada 2009-10 fue la de su llegada a España tras ser el tercer máximo anotador de la British Basketball League, primera categoría del baloncesto británico, con 19,9 puntos por partido y el tercer mejor recuperador de balones con 2,7. Su destino fue el CB Guadalajara aunque antes de finalizar el año volvería al Reino Unido y a la BBL para jugar otra vez en el Leicester Riders para jugar 23 partidos en los que aportó 11,4 puntos, 3,9 rebotes y 1,2 asistencias ayudando al equipo a llegar hasta semifinales de los playoff por el título. La temporada siguiente fue su segunda temporada en Plata al fichar por el Oviedo Club Baloncesto. La temporada 2011-12 fue la de su llegada a Madrid para jugar el grupo B de Liga EBA en el Real Canoe NC y las dos siguientes en el Basket Globalcaja Quintanar.
En enero de 2014 se incorporó a la disciplina del Cáceres Baloncesto y luego a Granada! En estos momentos juega actualmente para los Trinis en Nicaragua mientras él sigue marcando récords y es un activo importante para su equipo.

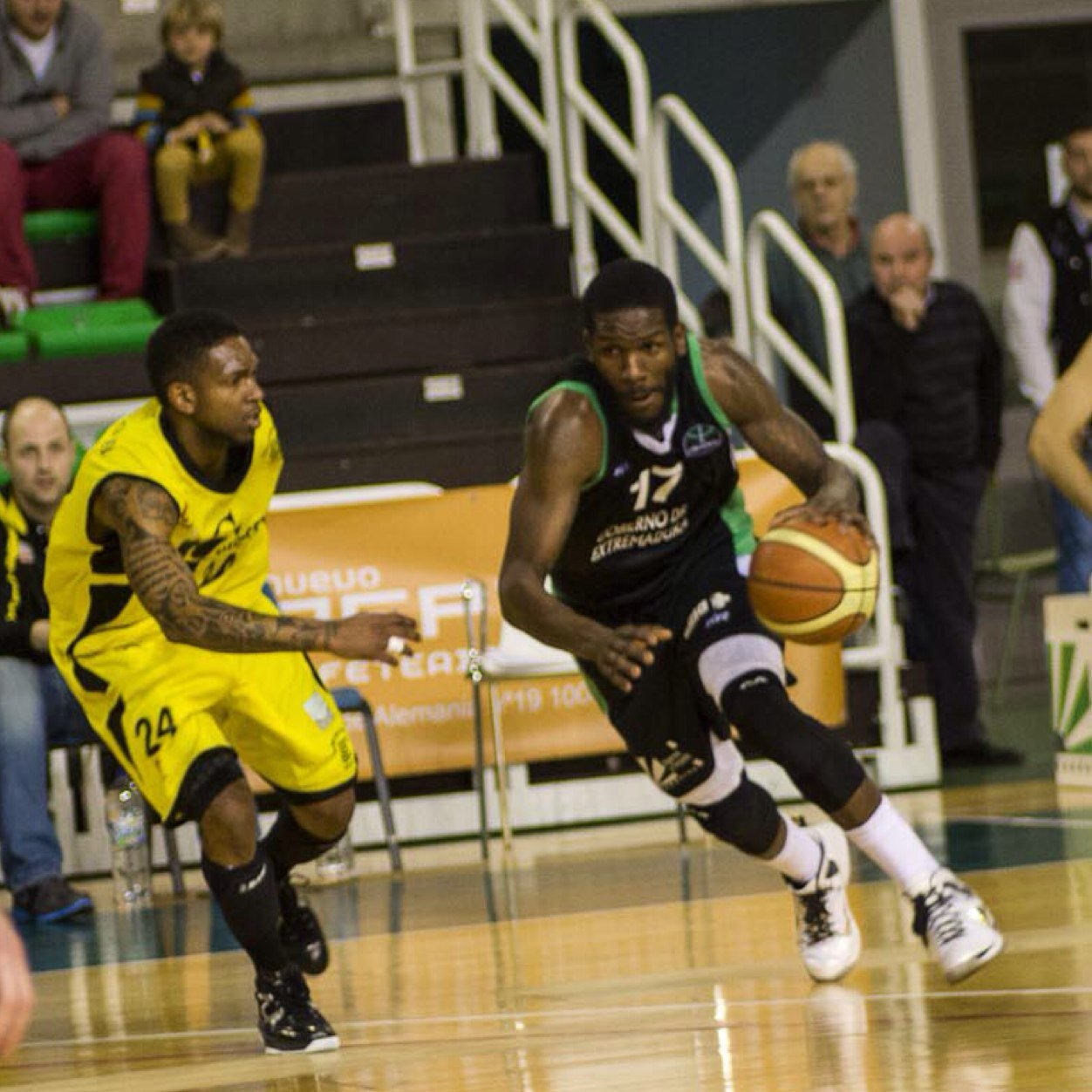
DuaneJames

## Trayectoria deportiva
- Miami Dade Junior College
- 2005/07 NCAA Binghamton University
- 2007/08 Hørsholm 79ers
- 2008/09 Paws London Capitals
- 2008/09 Leicester Riders
- 2009/10 LEB Plata. Club Baloncesto Guadalajara
- 2010/11 LEB Plata. Oviedo Club Baloncesto.
- 2011/12 Liga EBA. Real Canoe
- 2012/14 Liga EBA. Basket Globalcaja Quintanar.
- 2014. LEB Plata. Cáceres 2016 Basket.
- 2014/2015 ADECCO PLATA Club Baloncesto Guadalajara
- 2015/2016 LEB Plata. Fundación CB Granada.
- 2019/2020 Liga EBA  C.B.Andújar.🇪🇦